# Yayoi Kondō
Pour les articles homonymes, voir Kondō.
Yayoi Kondō (近藤弥生, Kondō Yayoi) est une femme politique japonaise née le 20 avril 1959. Sans étiquette, elle est élue en 2007 maire de l'arrondissement spécial d'Adachi à Tokyo après avoir été membre de l'assemblée métropolitaine de Tokyo en tant que représentant du Parti libéral-démocrate.

## Jeunesse et carrière pré-électorale
Kondō naît le 20 avril 1959 à Adachi. Après ses études à l'université Aoyama Gakuin, où elle obtient une maîtrise en économie, elle rejoint en 1983 le Département de la Police métropolitaine de Tokyo. Elle change de carrière et devient comptable fiscale en 1995.

## Carrière électorale
Kondō fait son entrée dans le monde la politique en 1997, lors de son élection à l'assemblée municipale de Tokyo, et succède ainsi à son père. L'une de ses motivations premières est de faire de Tokyo un environnement dans lequel les femmes qui travaillent peuvent continuer à travailler, après avoir rencontré beaucoup de femmes forcées de choisir entre obligations familiales et carrière professionnelle,. 
Elle démissionne de son poste à l'assemblée municipale en 2007 pour se présenter aux élections municipales d'Adachi et est élue pour la première fois à la mairie d'Adachi en 2007. Elle est également réélue à la suite des élections municipales de 2011.
Elle est réélue en 2015 à la mairie d'Adachi, avec le soutien du Parti libéral-démocrate et du Kōmeitō, bien que se présentant officiellement en tant qu'indépendante. De la même manière, elle est réélue en 2019 contre Yoshie Oshima, soutenu par le Parti communiste japonais.
En 2020, à la suite de déclarations homophobes de l'un des membres de l'assemblée d'Adachi, les habitants d'Adachi lui remettent une pétition demandant la démission de ce membre. À la suite de cet incident, elle rencontre plusieurs représentants d'associations LGBT d'Adachi, et déclare vouloir étudier la mise en place d'un système de partenariat reconnaissant officiellement les relations entre couples de même sexe, à l'instar des arrondissements de Shibuya et Setagaya. Ce partenariat est instauré en 2021, à Adachi. 
Le 22 mai 2023, elle est réélue pour son cinquième mandat à la mairie d'Adachi.

## Prises de position
En tant que maire d'arrondissement, Kondō s'efforce d'augmenter l'attractivité d'Adachi, en construisant notamment de nouvelles universités,. Kondō s'implique également dans l'accompagnement de la jeunesse japonaise, mettant notamment en place des bourses pour favoriser l'indépendance financière des étudiants tokyoïtes, mais également en favorisant l'accès à l'éducation pour les plus jeunes. 
À titre personnel, elle se déclare opposée au système de quotas sur le nombre de femmes en politique, estimant que cela serait de la discrimination à rebours. Elle est néanmoins fortement convaincue de la nécessité d'avoir plus de femmes dans le paysage politique japonais, mais également de diversité d'âge et d'orientation sexuelle, sans les cantonner à des thématiques clichées en raison de leurs différences. 

## Vie privée
Kondō n'est pas mariée, n'a pas d'enfants, et vit avec sa mère. Elle se déclare elle même comme « accro aux jeux de cartes sur application smartphone », mais déclare également recopier des sutras tous les jours.